# Callisia rosea
Callisia rosea là một loài thực vật có hoa trong họ Commelinaceae. Loài này được (Vent.) D.R.Hunt mô tả khoa học đầu tiên năm 1986.